# Đấu kiếm tại Thế vận hội Mùa hè 2016
Đấu kiếm tại Thế vận hội Mùa hè 2016 tại Rio de Janeiro diễn ra từ ngày 6 tới 14 tháng Tám tại Carioca Arena 3 bên trong Công viên Olympic Barra ở Barra da Tijuca. Có 212 kiếm thủ (chia đều cho hai nội dung nam và nữ; và tám đến từ nước chủ nhà Brasil) tranh tài ở 10 nội dung (sáu cá nhân và bốn đồng đội).
Tương tự năm 2008 và 2012, Liên đoàn đấu kiếm quốc tế duy trì mười nội và xoay tròn, loại bỏ kiếm chém đồng đội nam và kiếm liễu đồng đội nữ khỏi chương trình thi đấu kỳ này.

## Vòng loại
Vòng loại dựa trên bảng xếp hạng chính thức của FIE công bố ngày 4 tháng 4 năm 2016, cùng với vòng loại ở bốn khu vực.

## Quốc gia tham dự
- Algérie (2)
- Argentina (1)
- Áo (1)
- Azerbaijan (1)
- Belarus (1)
- Bỉ (1)
- Bénin (1)
- Brasil (13)
- Bulgaria (1)
- Canada (5)
- Trung Quốc (11)
- Colombia (2)
- Cuba (1)
- Cộng hòa Séc (2)
- Ai Cập (7)
- Estonia (4)
- Pháp (15)
- Gruzia (1)
- Đức (4)
- Anh Quốc (3)
- Hy Lạp (2)
- Hồng Kông (3)
- Hungary (9)
- Iran (2)
- Israel (1)
- Ý (14)
- Bờ Biển Ngà (1)
- Nhật Bản (6)
- Kazakhstan (1)
- Kuwait (1)
- Liban (1)
- México (7)
- Maroc (1)
- Hà Lan (1)
- Panama (1)
- Ba Lan (4)
- România (6)
- Nga (16)
- Ả Rập Xê Út (1)
- Sénégal (1)
- Hàn Quốc (14)
- Thụy Sĩ (4)
- Tunisia (5)
- Thổ Nhĩ Kỳ (1)
- Ukraina (10)
- Hoa Kỳ (14)
- Venezuela (6)
- Việt Nam (4)

## Lịch thi đấu
| Ngày → | Bảy 6                | CN 7              | Hai 8             | Ba 9                 | Tư 10             | Năm 11                | Sáu 12             | Bảy 13             | CN 14                 |
| Nam    |                      | Kiếm liễu cá nhân |                   | Kiếm ba cạnh cá nhân | Kiếm chém cá nhân |                       | Kiếm liễu đồng đội |                    | Kiếm ba cạnh đồng đội |
| Nữ     | Kiếm ba cạnh cá nhân |                   | Kiếm chém cá nhân |                      | Kiếm liễu cá nhân | Kiếm ba cạnh đồng đội |                    | Kiếm chém đồng đội |                       |
| ------ | -------------------- | ----------------- | ----------------- | -------------------- | ----------------- | --------------------- | ------------------ | ------------------ | --------------------- |

## Huy chương

### Bảng xếp hạng huy chương
Ghi chú
  *   Chủ nhà (Brasil)
| 1    | Nga        | 4  | 1  | 2  | 7  |
| 2    | Hungary    | 2  | 1  | 1  | 4  |
| 3    | Ý          | 1  | 3  | 0  | 4  |
| 4    | Pháp       | 1  | 1  | 1  | 3  |
| 5    | Hàn Quốc   | 1  | 0  | 1  | 2  |
| 6    | România    | 1  | 0  | 0  | 1  |
| 7    | Hoa Kỳ     | 0  | 2  | 2  | 4  |
| 8    | Trung Quốc | 0  | 1  | 1  | 2  |
| 8    | Ukraina    | 0  | 1  | 1  | 2  |
| 10   | Tunisia    | 0  | 0  | 1  | 1  |
| Tổng | Tổng       | 10 | 10 | 10 | 30 |

### Nam
| Nội dung              | Vàng                                                                                | Bạc                                                                                  | Đồng                                                                                       |
| --------------------- | ----------------------------------------------------------------------------------- | ------------------------------------------------------------------------------------ | ------------------------------------------------------------------------------------------ |
| Kiếm ba cạnh cá nhân  | Park Sang-young · Hàn Quốc                                                          | Géza Imre · Hungary                                                                  | Gauthier Grumier · Pháp                                                                    |
| Kiếm ba cạnh đồng đội | Pháp (FRA) · Gauthier Grumier · Yannick Borel · Daniel Jérent · Jean-Michel Lucenay | Ý (ITA) · Enrico Garozzo · Marco Fichera · Paolo Pizzo · Andrea Santarelli           | Hungary (HUN) · Gábor Boczkó · Géza Imre · András Rédli · Péter Somfai                     |
| Kiếm liễu cá nhân     | Daniele Garozzo · Ý                                                                 | Alexander Massialas · Hoa Kỳ                                                         | Timur Safin · Nga                                                                          |
| Kiếm liễu đồng đội    | Nga (RUS) · Timur Safin · Artur Akhmatkhuzin · Aleksey Cheremisinov ·               | Pháp (FRA) · Jérémy Cadot · Enzo Lefort · Erwan Le Péchoux · Jean-Paul Tony Helissey | Hoa Kỳ (USA) · Miles Chamley-Watson · Race Imboden · Alexander Massialas · Gerek Meinhardt |
| Kiếm chém cá nhân     | Áron Szilágyi · Hungary                                                             | Daryl Homer · Hoa Kỳ                                                                 | Kim Jung-hwan · Hàn Quốc                                                                   |

### Nữ
| Nội dung              | Vàng                                                                               | Bạc                                                                                | Đồng                                                                                |
| --------------------- | ---------------------------------------------------------------------------------- | ---------------------------------------------------------------------------------- | ----------------------------------------------------------------------------------- |
| Kiếm ba cạnh cá nhân  | Emese Szász · Hungary                                                              | Rossella Fiamingo · Ý                                                              | Tôn Nhất Văn · Trung Quốc                                                           |
| Kiếm ba cạnh đồng đội | România (ROU) · Loredana Dinu · Simona Gherman · Simona Pop · Ana Maria Popescu    | Trung Quốc (CHN) · Hác Giai Lộ · Tôn Nhất Văn · Tôn Ngọc Khiết · Hứa An Kỳ         | Nga (RUS) · Olga Kochneva · Violetta Kolobova · Tatiana Logunova · Lyubov Shutova   |
| Kiếm liễu cá nhân     | Inna Deriglazova · Nga                                                             | Elisa Di Francisca · Ý                                                             | Inès Boubakri · Tunisia                                                             |
| Kiếm chém cá nhân     | Yana Egorian · Nga                                                                 | Sofiya Velikaya · Nga                                                              | Olha Kharlan · Ukraina                                                              |
| Kiếm chém đồng đội    | Nga (RUS) · Sofia Velikaya · Yana Egorian · Ekaterina Dyachenko · Yuliya Gavrilova | Ukraina (UKR) · Olha Kharlan · Olena Kravatska · Alina Komashchuk · Olena Voronina | Hoa Kỳ (USA) · Monica Aksamit · Ibtihaj Muhammad · Dagmara Wozniak · Mariel Zagunis |